# Gori (gemeente)
Gori (Georgisch: გორის მუნიციპალიტეტი, Goris moenitsipaliteti) is een gemeente in het midden van Georgië, gelegen in de regio Sjida Kartli en grenzend aan de afscheidingsrepubliek Zuid-Ossetië. De gemeente heeft ongeveer 115.000 inwoners (2024) en een oppervlakte van ruim 1352 km². De stad Gori is het bestuurlijk centrum van de gemeente.

## Geschiedenis

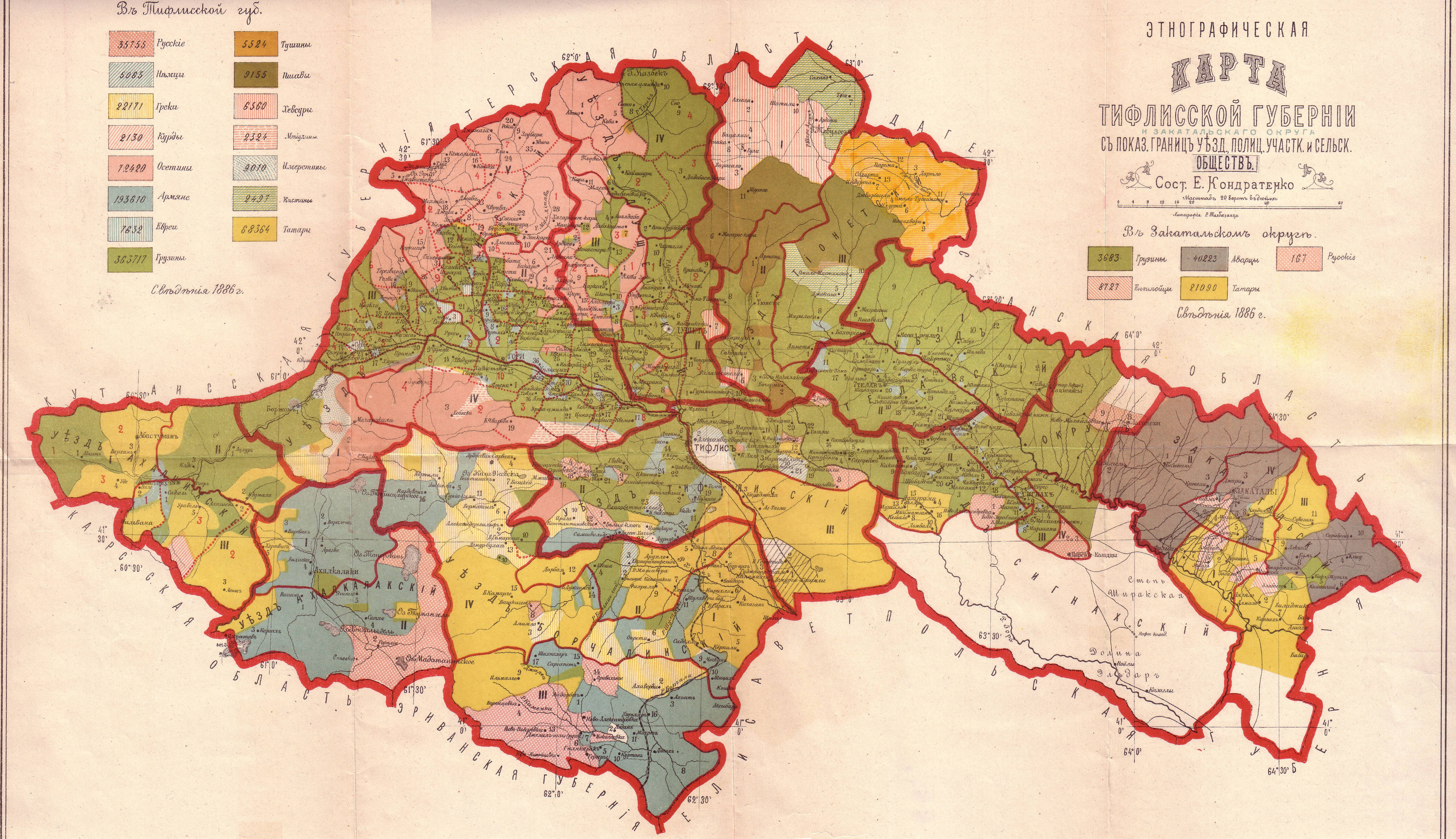
Gouvernement Tiflis: Oejezd Gori linksboven.

Na het uiteenvallen van het Koninkrijk Georgië in de 15e eeuw behoorde het gebied van Gori tot het Koninkrijk Kartlië en voor korte tijd het fusiekoninkrijk Kartli-Kachetië. In 1801 werd Kartli-Kachetië geannexeerd door het Russisch Rijk en werden de Georgische gebieden enige tijd later bestuurlijk ingedeeld naar Russisch model.
Het gebied van de moderne gemeente Gori lag van 1801 tot 1930 bestuurlijk in het oejezd Gori. Deze provincie was tussen 1840-1846 ingedeeld bij het gouvernement Georgië-Imeretië lag, en werd na de splitsing daarvan ingedeeld bij het gouvernement Tiflis. Het oejezd, ook wel mazra genoemd in het Georgisch, was onderverdeeld in districten, zogeheten oetsjastoks. Gori lag verspreid over verschillende van deze oetsjastoks.

### Vorming district
Tijdens de grote bestuurlijke herindelingen van de Sovjet-Unie in 1929-1930 werd het oejezd Gori afgeschaft en verdeeld in verschillende rajons (districten). Het rajon Gori was daar een van met de stad Gori als centrum. In december 1990 werd de autonomie van de Zuid-Ossetische Autonome Oblast opgeheven en werd het Zuid-Ossetische district Tschinvali op 27 april 1991 aan het district Gori toegevoegd. In het onafhankelijke Georgië werd het district Gori in 1995 onderdeel van de nieuw opgerichte regio (mchare) Sjida Kartli en in 2006 werd het district omgevormd naar een gemeente (municipaliteit).
Tijdens deze hervorming van het lokaal bestuur werd het voormalige district Tschinvali weer van Gori afgesplitst als de 'Voorlopige Administratief-Territoriale Eenheden' Eredvi en Koerta om het (lokale) bestuur te vormen voor de dorpen die Georgië toen nog controleerde. Deze lagen inmiddels in het feitelijk afscheiden Zuid-Ossetië, maar vielen onder het Georgische deel van de door Rusland geleide vredesmissie. De twee afgesplitste gemeenten vallen sindsdien onder de 'Provisionele Territoriale Eenheid Zuid-Ossetië' dat bestuurd wordt door de Zuid-Osseetse Administratie, het door de Georgische autoriteiten erkende interim gezag over Zuid-Ossetië.
Tussen 2014 en 2017 was de stad Gori een aparte bestuurseenheid, een zogeheten "stad met zelfbestuur", naast de rest van de gemeente. In 2017 werd dat net als bij zes andere steden teruggedraaid omdat deze constructie te duur en inefficiënt bleek.

## Conflict Zuid-Ossetië

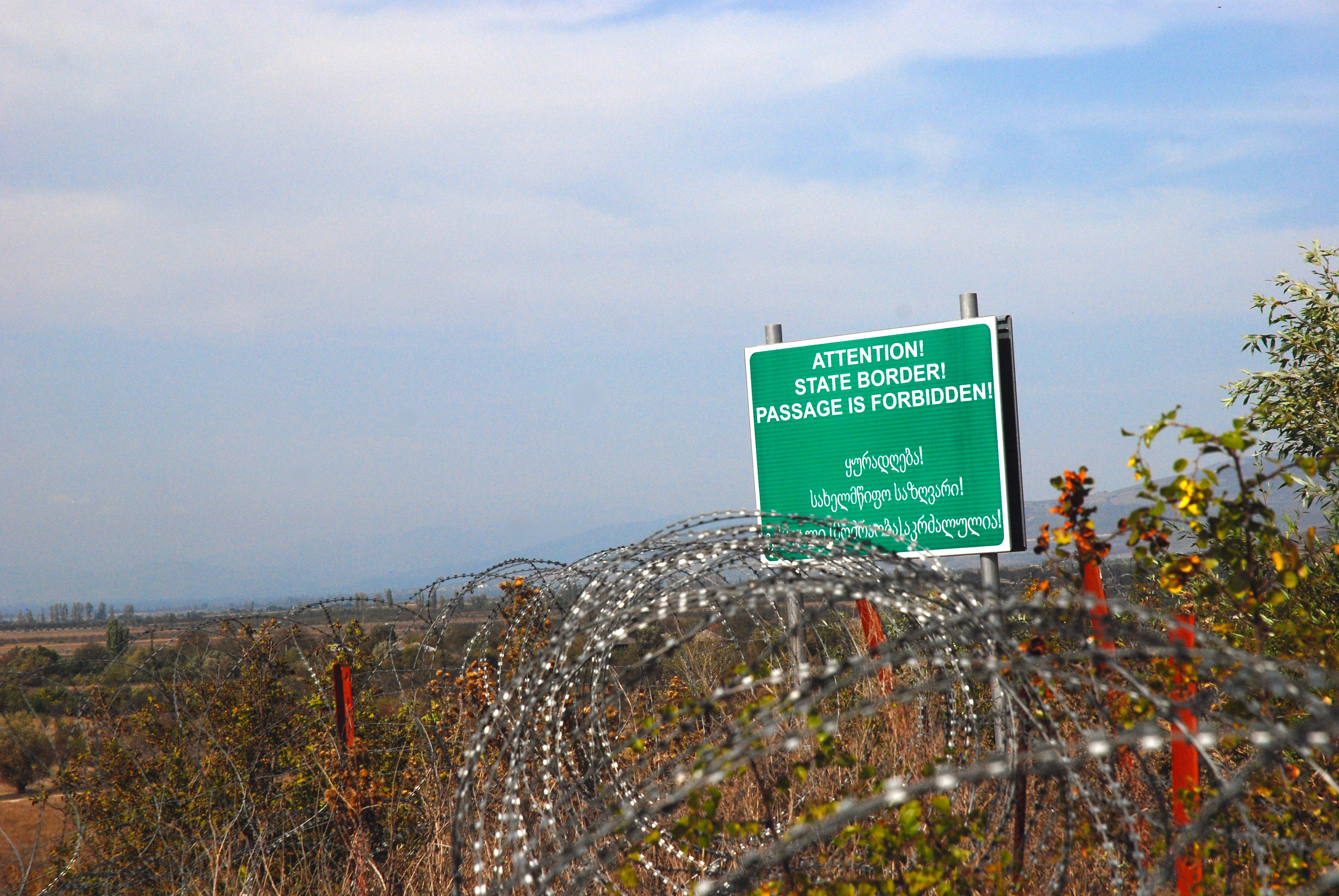
Grens met Zuid-Ossetië bij het dorp Choervaleti.

Gori heeft een lange en grillige grens met de afscheidingsrepubliek Zuid-Ossetië, waarlangs vele dorpen liggen. De Russisch-Georgische Oorlog van 2008 speelde zich voor een groot deel af in de gemeente Gori. Sinds deze oorlog, waardoor Georgië de controle verloor over belangrijke delen van Zuid-Ossetië, wordt de grens door de Russische FSB-grenswachtdienst als een internationale grens gehandhaafd. Dit heeft veel impact op de lokale gemeenschappen dichtbij deze de facto grens.
Er worden regelmatig lokale inwoners door Russische grenswachten gearresteerd en gevangen gezet voor "illegaal oversteken van de grens", bijvoorbeeld tijdens hun landbouw of veehouderij activiteiten. De grens is sinds 2010 steeds meer fysiek gemaakt met hekken, prikkeldraad, greppels of andere vormen van zichtbare (en eenzijdige) demarcatie, zoals bij het dorp Choervaleti en Goegoetiantkari.

## Geografie
Gori grenst aan vier reguliere Georgische gemeenten, te weten Kareli in het westen, Bordzjomi (regio Samtsche-Dzjavacheti) en Tsalka (Kvemo Kartli) in het zuiden en Kaspi in het oosten. De noordelijke grens wordt feitelijk gevormd door de afscheidingsrepubliek Zuid-Ossetië. Voor de Georgische wet liggen hier de "tijdelijke administratief-territoriale eenheden" Koerta, Eredvi en Achalgori, tijdelijke gemeentes opgericht in 2006 om de dorpen te besturen in dit deel van Zuid-Ossetië die toen nog grotendeels onder Georgisch gezag stonden. Tot 2006 waren Koerta en Eredvi formeel onderdeel van het district Gori.

### Sjida Kartli-vlakte en Trialetigebergte
De noordelijke helft van de gemeente Gori ligt in de Sjida Kartli-vlakte en wordt bepaald door de Mtkvari rivier die van west naar oost door de gemeente stroomt. De vlakte ligt op 600-800 meter hoogte en loopt vanaf de Mtkvari geleidelijk omhoog richting het noorden naar de grens met Zuid-Ossetië. Aan de linkeroever van de Mtkvari ligt de smalle Kvernakebi bergrichel die de rivier scheidt van de Sjida Kartli-vlakte en een hoogte tot ongeveer 1100 meter boven zeeniveau bereikt.
Ten zuiden van de Mtkvari bevindt zich het Trialetigebergte, waarbij de zuidgrens van de gemeente op de bergkam ligt en hoogtes tot 2758 meter boven zeeniveau bereikt. De berg Ardzjevani is de hoogste top van de gemeente en een van de hoogste toppen van het Trialetigebergte.

## Demografie
Begin 2024 telde de gemeente Gori 114.921 inwoners, een daling van ruim 8% ten opzichte van de volkstelling van 2014.
| Gemeente Gori                                                           | -      | -      | -      | 103.445 | 124.743 | 135.694 | 149.759 | 135.456 | 125.692 | 121.053 | 114.921 |  |  |  |
|                                                                         |        |        |        |         |         |         |         |         |         |         |         |  |  |  |
| Gori                                                                    | 10.269 | 10.547 | 19.628 | 35.061  | 48.181  | 55.984  | 68.924  | 49.516  | 48.143  | 45.557  | 42.596  |  |  |  |
| Verantwoording data: Bevolkingsstatistiek Georgië 1897 tot heden. Noot: |        |        |        |         |         |         |         |         |         |         |         |  |  |  |

### Etniciteit en religie

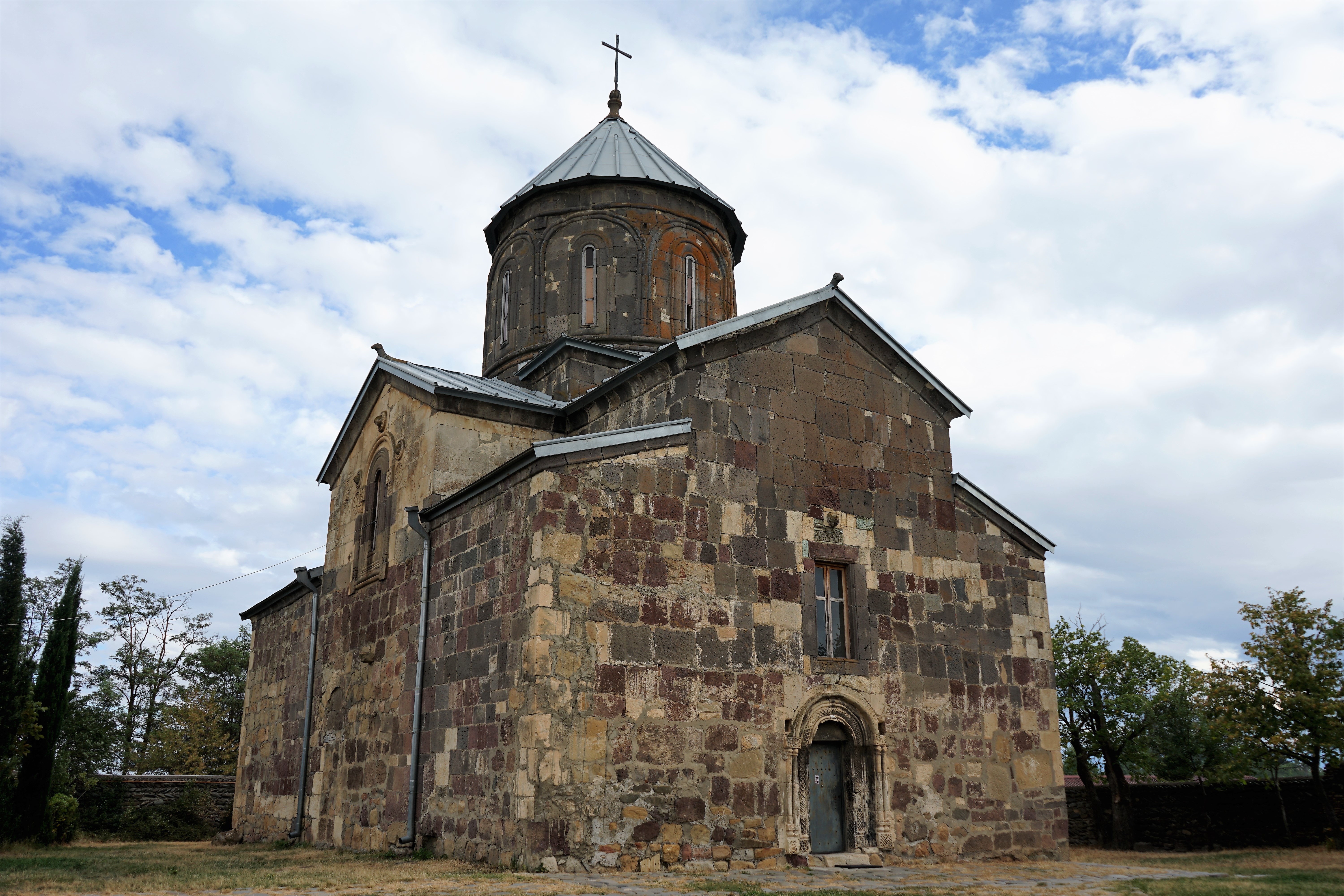
De kathedraal van Zemo Nikozi.

De bevolking van Gori bestond volgens de volkstelling van 2014 in overgrote mate uit Georgiërs (96,4%). De belangrijkste etnische minderheden zijn Osseten (1,4%), Armeniërs (1,1%), op afstand gevolgd door Azerbeidzjanen (0,4%), Russen (0,3%), Oekraïners, Joden en Pontische Grieken (0,1%). De Osseten wonen voornamelijk in de stad Gori en in het voorgebergte van het Trialetigebergte, waar ooit grote Osseetse gemeenschappen woonden. Er zijn ook enkele Osseetse gemeenschappen langs de feitelijke Zuid-Osseetse grens, zoals in Tsiteloebani en Choervaleti.
De bevolking van Gori is voor 97,4% Georgisch-Orthodox. De meest significante religieuze minderheden zijn jehova's (1,1%) en moslims (0,5%).

## Administratieve onderverdeling

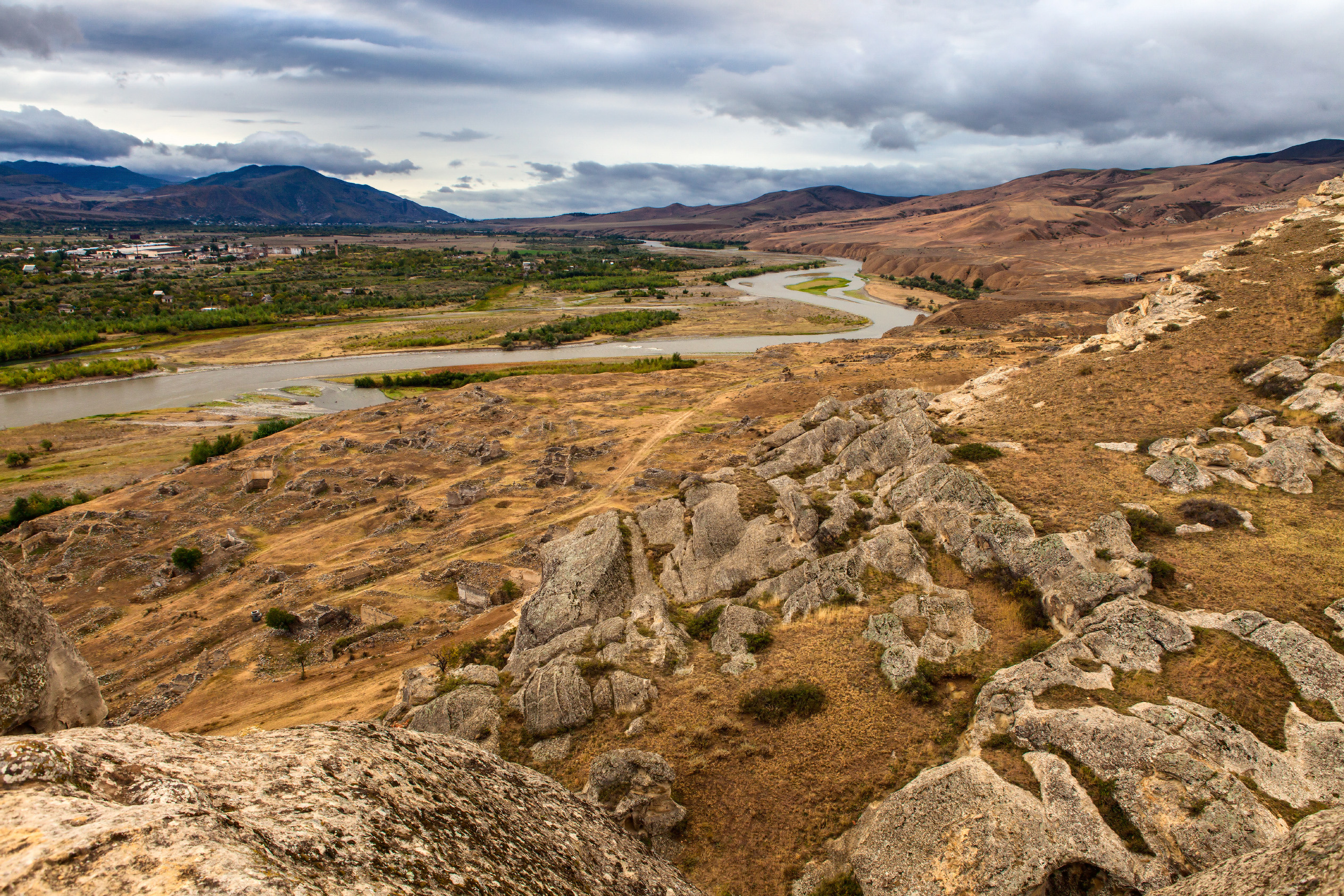
De grotnederzetting Oeplitsiche in de Kvernakebi bergrichel, langs de Mtkvari.

De gemeente Gori is administratief onderverdeeld in 22 dorpsgemeenschappen (თემი, temi) met in totaal 136 dorpen (სოფელი, sopeli). Er is één stad (ქალაქი, kalaki).
- stad: Gori;
- dorpen: in totaal 136, waaronder Zemo Nikozi en Choervaleti.

## Bestuur

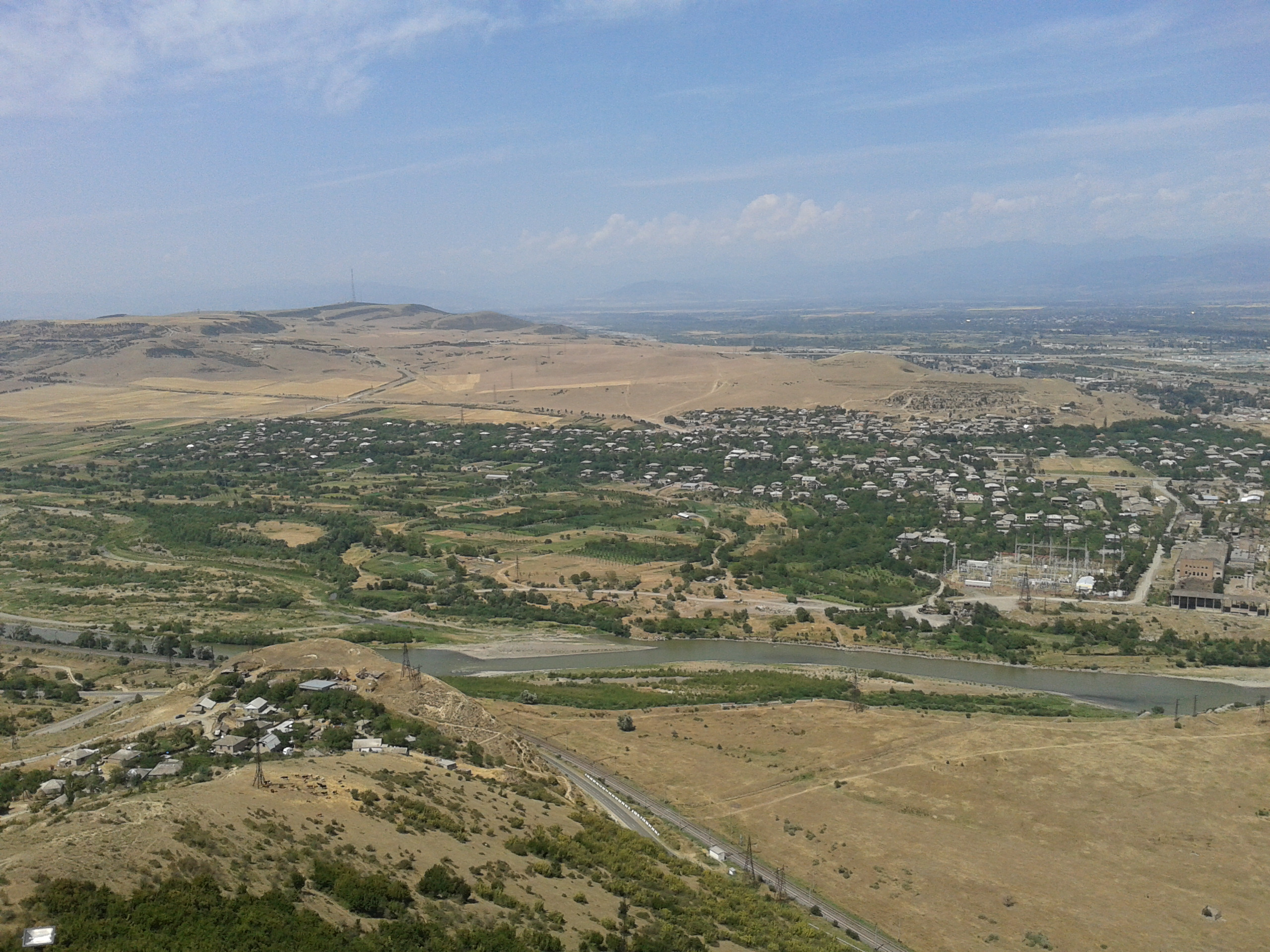
De Sjida Kartli-vlakte ten noorden van Gori.

De gemeenteraad van Gori (Georgisch: საკრებულო, sakreboelo) wordt elke vier jaar gekozen in een gemengd kiesstelsel. Een deel wordt via enkelvoudige kiesdistricten gekozen en een deel via evenredige vertegenwoordiging van gesloten partijlijsten, waarvoor een kiesdrempel geldt van drie procent.
| Samenstelling Sakreboelo (zetels per partij) | Samenstelling Sakreboelo (zetels per partij) | Samenstelling Sakreboelo (zetels per partij) | Samenstelling Sakreboelo (zetels per partij) | Samenstelling Sakreboelo (zetels per partij) |
| Partij                                       | Partij                                       | 2014                                         | 2017                                         | 2021                                         |
| -------------------------------------------- | -------------------------------------------- | -------------------------------------------- | -------------------------------------------- | -------------------------------------------- |
|                                              | Georgische Droom (GD)                        | 25                                           | 32                                           | 24                                           |
|                                              | Verenigde Nationale Beweging (UNM)           | 3                                            | 3                                            | 9                                            |
|                                              | Voor Georgië                                 |                                              |                                              | 3                                            |
|                                              | Georgische partij                            | 6                                            |                                              |                                              |
|                                              | Overige partijen                             | 1                                            | 5                                            |                                              |
| Totaal                                       | Totaal                                       | 35                                           | 40                                           | 36                                           |

## Vervoer

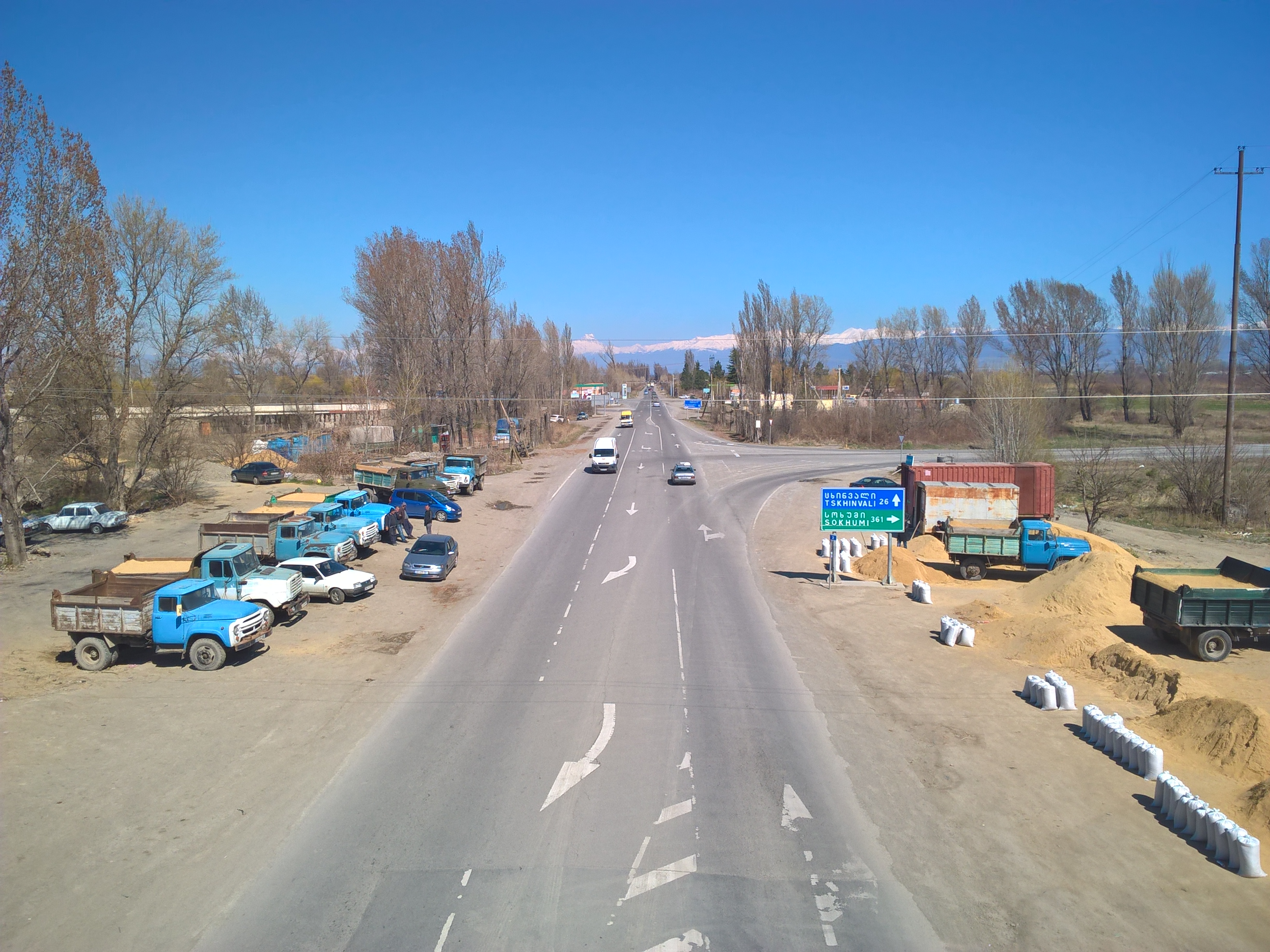
De Georgische S10 naar Tschinvali.

Door de gemeente passeren belangrijke transportcorridors: de Tbilisi - Poti / Batoemi spoorlijn, maar ook de route van internationaal belang S1 (E60). Het segment van deze East-West Highway door de gemeente is in de periode 2008-2011 verlegd en uitgebouwd tot autosnelweg.
De stad Gori is het zuidelijke eindpunt van de S10, ook wel de Transkaukasische snelweg (Transkam) genoemd. Deze route via het Zuid-Osseetse Tschinvali en de Roki-tunnel naar Rusland is sinds de jaren 1990 voor het grootste deel niet meer onder Georgisch gezag en dat deel is niet toegankelijk vanaf Georgische zijde. Niettemin is deze weg belangrijk voor de Georgische dorpen in de omgeving van de Zuid-Osseetse grens bij Tschinvali.
Dit geldt ook voor de nationale routes Sh24 en Sh138 die Gori verbinden met dorpen langs de Zuid-Osseetse grens en daar doodlopen. De Sh29 is een lange regionale route die aan de zuidkant van de Mtkvari langs de voet van het Trialetigebergte loopt en Chasjoeri via Kareli met Gori en Tbilisi verbindt.

### Spoorweg

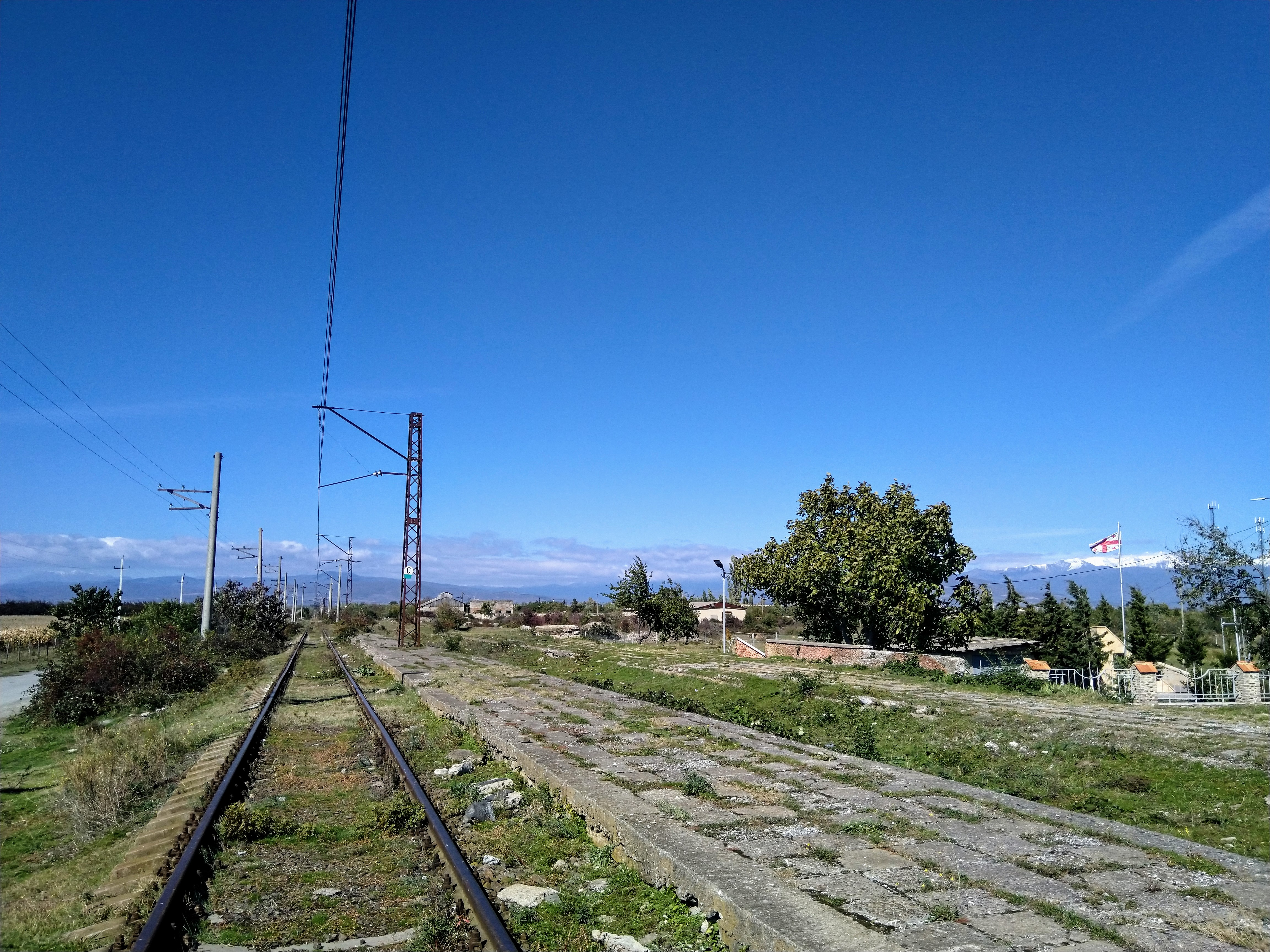
Gori - Tschinvali spoorlijn bij Sjindisi.

De spoorlijn Gori - Tschinvali is sinds de jaren 1990 tot het laatste station vóór Tschinvali en de Zuid-Osseetse grens in gebruik, de halte (Zemo) Nikozi. Bij het station van Sjindisi werd op 11 augustus 2008 een slag in de Russisch-Georgische Oorlog gevochten. Zeventien van de 21 Georgische soldaten die hier tijdens een terugtrekking in een Russische hinderlaag liepen overleefden dit niet. Dit werd verfilmd in Sjindisi (2019) die werd bekroond op verschillende filmfestivals en werd genomineerd voor een Oscar.